# باشگاه فوتبال تمپ شپتیفکا
باشگاه فوتبال تمپ شپتیفکا (انگلیسی: FC Temp Shepetivka) یک باشگاه فوتبال در شهر شپتیفکا اوکراین بود. این باشگاه در لیگ برتر فوتبال اوکراین بازی می‌کرد. این باشگاه در سال ۱۹۹۰ تأسیس شد و در سال ۱۹۹۶ منحل شد.

## تاریخچه لیگ و جام حذفی
اتحاد جماهیر شوروی سوسیالیستی
| فصل  | دسته        | مقام | Pl. | برد | تساوی | باخت | گل زده | گل خورده | P  | جام حذفی فوتبال اوکراین | اروپا | اروپا | توضیحات            |
| ---- | ----------- | ---- | --- | --- | ----- | ---- | ------ | -------- | -- | ----------------------- | ----- | ----- | ------------------ |
| ۱۹۹۰ | ۴ام         | ۱    | ۳۰  | ۲۴  | ۴     | ۲    | ۶۹     | ۲۰       | ۵۲ |                         |       |       | راهیابی برای فینال |
| ۱۹۹۰ | ۴ام         | ۴    | ۵   | ۲   | ۱     | ۲    | ۷      | ۸        | ۵  | Promoted                |       |       |                    |
| ۱۹۹۱ | ۳ام (lower) | ۹    | ۵۰  | ۱۹  | ۱۵    | ۱۶   | ۶۴     | ۵۳       | ۵۳ | قهرمان                  |       |       | Promoted           |
 اوکراین
| فصل     | دسته | مقام | Pl. | برد | تساوی | باخت | گل زده | گل خورده | P  | جام حذفی فوتبال اوکراین | اروپا | اروپا | توضیحات                      |
| ------- | ---- | ---- | --- | --- | ----- | ---- | ------ | -------- | -- | ----------------------- | ----- | ----- | ---------------------------- |
| ۱۹۹۲    | ۱ام  | ۱۰   | ۱۸  | ۲   | ۴     | ۱۲   | ۹      | ۳۴       | ۸  | ۱/۳۲ نهایی              |       |       | Group A Relegated            |
| ۱۹۹۲–۹۳ | ۲ام  | ۲    | ۴۲  | ۲۵  | ۸     | ۹    | ۶۸     | ۴۸       | ۵۸ | ۱/۸                     |       |       | Promoted                     |
| ۱۹۹۳–۹۴ | ۱ام  | ۹    | ۳۴  | ۱۲  | ۸     | ۱۴   | ۳۹     | ۳۸       | ۳۲ | ۱/۸                     |       |       |                              |
| ۱۹۹۴–۹۵ | ۱ام  | ۱۷   | ۳۴  | ۱۰  | ۴     | ۲۰   | ۳۱     | ۴۱       | ۳۴ | ۱/۴                     |       |       | سیستم سه امتیازی Rlegated[۱] |
| ۱۹۹۵–۹۶ | ۲ام  | ۲۱   | ۴۲  | ۶   | ۲     | ۳۴   | ۱۴     | ۱۰۳      | ۲۰ |                         |       |       | Rlegated[۲] Folded           |

## افتخارات
- جام حذفی جمهوری شوروی سوسیالیستی اوکراین
  - قهرمان (۱): ۱۹۹۱